# Malcolm Butler (Footballspieler)
Malcolm Terel Butler (* 2. März 1990 in Vicksburg, Mississippi) ist ein ehemaliger US-amerikanischer American-Football-Spieler, der als Cornerback in der National Football League (NFL) spielte. Er gewann mit den New England Patriots zweimal den Super Bowl und erlangte vor allem durch seine siegbringende Interception im Super Bowl XLIX Bekanntheit.

## College
Butlers Karriere im College Football am Hinds Community College (in der Nähe der Landeshauptstadt Jackson) verlief wechselhaft, da er wegen Undiszipliniertheit zeitweilig aus dem Team genommen wurde. Butler wechselte an die University of West Alabama, etablierte sich beim dortigen Footballteam (den Tigers) als Stammspieler und machte seinen Abschluss in Sportunterricht.
Trotzdem wurde Butler beim NFL Draft 2014 von keinem Team ausgewählt, was unter anderem daran lag, dass die Tigers nur in der zweiten Division der NCAA spielten.

## NFL

### 2014
Butler schaffte es in der NFL-Saison 2014 als Free Agent in den Kader der New England Patriots, wurde in 14 der 16 Spielen der Regular Season eingesetzt und schaffte 15 Tackles. Im Super Bowl XLIX wurde er in der zweiten Halbzeit als dritter Cornerback neben Darrelle Revis und Brandon Browner eingesetzt, erzielte 20 Sekunden vor Schluss die spielentscheidende Interception und sicherte den 28:24-Sieg von New England über die Seattle Seahawks.

### 2015
Nach dem Weggang von Revis und Browner spielte sich Butler zur neuen Saison in die Stammformation und erzielte gegen die Buffalo Bills seine erste reguläre Interception. Nach einer Reihe starker Leistungen wurde er 2015 zum ersten Mal in den Pro Bowl gewählt.

### 2016
Auch in der Saison 2016 war Butler wieder in der Startformation und hatte sich zum wichtigsten Cornerback des Teams gemausert. Er kam in dieser Saison auf 48 Tackles, 4 Interceptions und wehrte 17 Passversuche erfolgreich ab. In den Play-offs gewann Butler mit den Patriots in seinem dritten Karrierejahr zum zweiten Mal den Super Bowl (LI). Kurz danach wurde bekannt, dass eine Verfilmung von Butlers Leben geplant wird.

### 2017
2017 erreichte Butler mit den Patriots zum dritten Mal in seiner Karriere den Super Bowl (LII), welcher jedoch gegen die Philadelphia Eagles mit 33:41 verloren ging und in dem Butler nicht zum Einsatz kam.

### 2018
Am 13. März 2018 unterschrieb Butler bei den Tennessee Titans einen Fünfjahresvertrag über 61 Millionen US-Dollar, von denen 30 Millionen garantiert waren.

### 2021
Nach der Saison 2020 entließen die Titans Butler. Daraufhin nahmen die Arizona Cardinals ihn für ein Jahr unter Vertrag. Vor Beginn der Saison 2021 beendete Butler Ende August 2021 überraschend aus nicht näher benannten persönlichen Gründen seine Karriere.

### 2022
Im März 2022 entschloss Butler sich dazu, wieder zu spielen und unterzeichnete einen Zweijahresvertrag im Wert von neun Millionen US-Dollar bei den New England Patriots. Allerdings wurde er am 16. August 2022 auf die Injured Reserve List gesetzt und am 25. August entlassen.